# Verordnung des Bundesgerichts über die Zwangsverwertung von Grundstücken
Die Verordnung des Bundesgerichts über die Zwangsverwertung von Grundstücken vom 23. April 1920 (SR 281.42; abgekürzt: VZG) ist ein im schweizerischen Zwangsvollstreckungsverfahren praktisch zentraler Erlass.
Die Verordnung trat am 1. Januar 1921 in Kraft. Seither wurde sie mehrmals revidiert und an die Änderungen anderer Erlass angepasst.
Der sachliche Geltungsbereich der Verordnung umfasst die Grundstücke i. S. v. Art. 655 ZGB. Ausgenommen sind Grundstücke, welche im Gesamteigentum stehen.
Die VZG findet sowohl Anwendung auf Zwangsverwertungen in spezialexekutorischen als auch in generalexekutorischen Verfahren. In konkursrechtlichen Zwangsverwertungen ist neben dem SchKG insbesondere die KOV zu beachten. Zur Hauptsache regelt sie die Zwangsversteigerung der Immobilien.

## Weblink
- Verordnung des Bundesgerichts über die Zwangsverwertung von Grundstücken vom 23. April 1920 (SR 281.42)